# Mogoaia
Mogoaia – wieś w Rumunii, w okręgu Marusza, w gminie Miheșu de Câmpie. W 2011 roku liczyła 14 mieszkańców.